# Géoparc Plateau Mehedinți
Le géoparc Plateau Mehedinți (en roumain: Geoparcul Platoul Mehedinți) est une aire protégée (parc naturel) de la catégorie V IUCN situé en Roumanie, sur le territoire administratif des comtés de Gorj et Mehedinți. 

## Localisation
Le parc naturel est situé dans la partie sud-ouest de la Roumanie (appartenant aux Alpes de Transylvanie) et le nord du comté de Mehedinți, entre les monts Mehedinți et le plateau gétique, dans l'ouest de la Petite Valachie.

## Notes et références

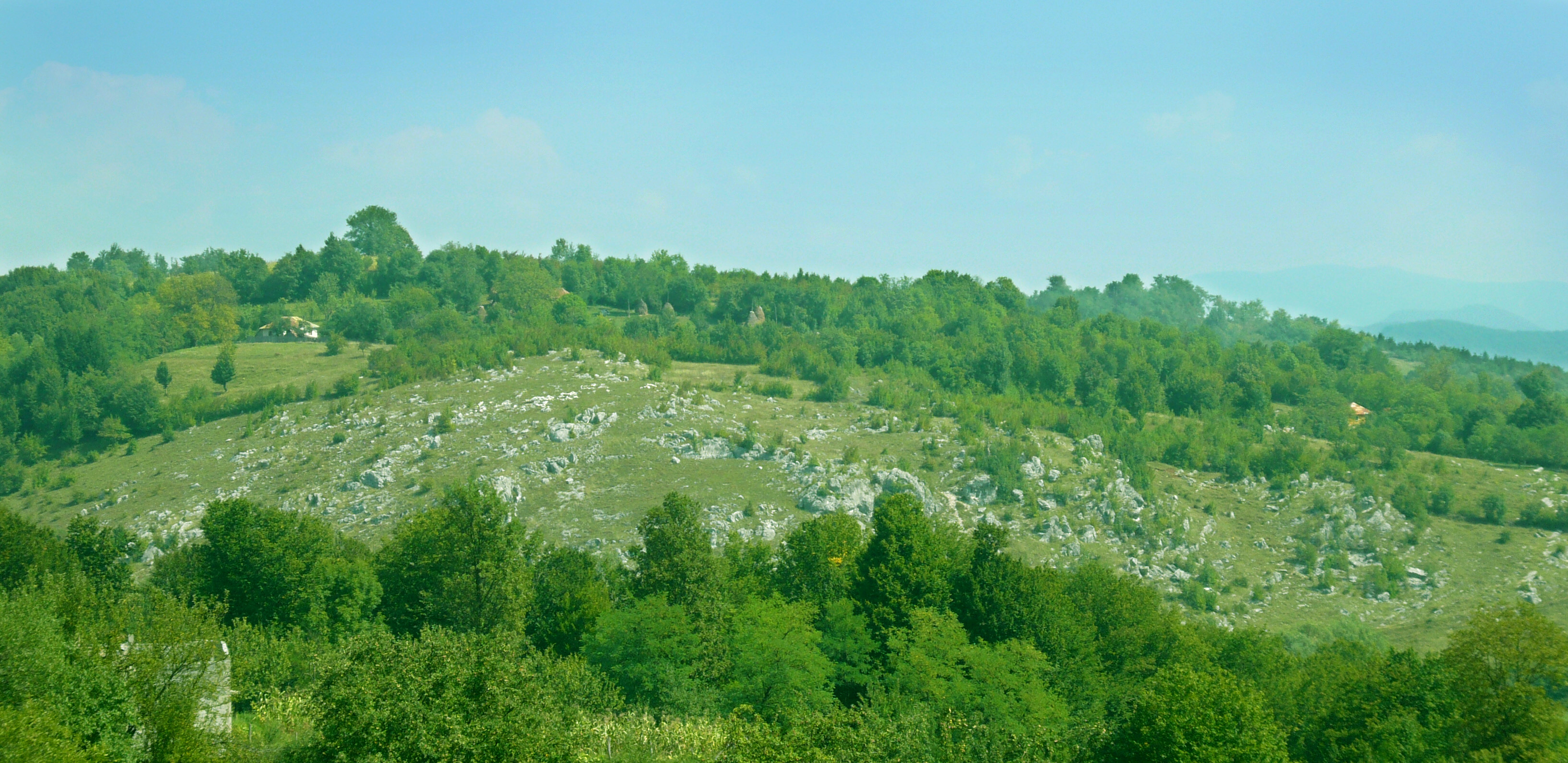
Lapiaz (formation géologique de surface) dans le Plateau Mehedinți